# Labarrus digitatus
Labarrus digitatus är en skalbaggsart som beskrevs av Edgar von Harold 1871. Labarrus digitatus ingår i släktet Labarrus och familjen Aphodiidae. Inga underarter finns listade i Catalogue of Life.